# Поляки в России
Поля́ки в Росси́и (пол. Polacy w Rosji) — одно из национальных меньшинств Российской Федерации. После распада СССР численность российских поляков резко сократилась. Только за межпереписной период 2010—2021 годах число поляков в России уменьшилось с 47 тыс. человек до 22 тыс. человек.

## Численность и расселение
По данным проведённой в 2002 году Всероссийской переписи населения поляками считал себя 73 001 (0,05 %) житель РФ. Согласно польским источникам, в России может проживать до 300 000 лиц польского происхождения.
По данным переписи, больше всего поляков проживает в Москве (4456 человек), Санкт-Петербурге (4451), а также Калининградской (3918); Тюменской (3427) областях, Карелии (3022) и Краснодарском крае (2958 человек).
По данным проведённой в 2010 году Всероссийской переписи населения поляками считали себя 47 125 (0,03 %) жителей РФ.
По данным проведённой в 2021 году Всероссийской переписи населения поляками считали себя 22 024 (0,01 %) жителей РФ.

## История
Польская диаспора РФ неоднородна по своему происхождению и формировалась на протяжении нескольких веков. До 1917 года поляки являлись одним из самых многочисленных народов Российской империи.

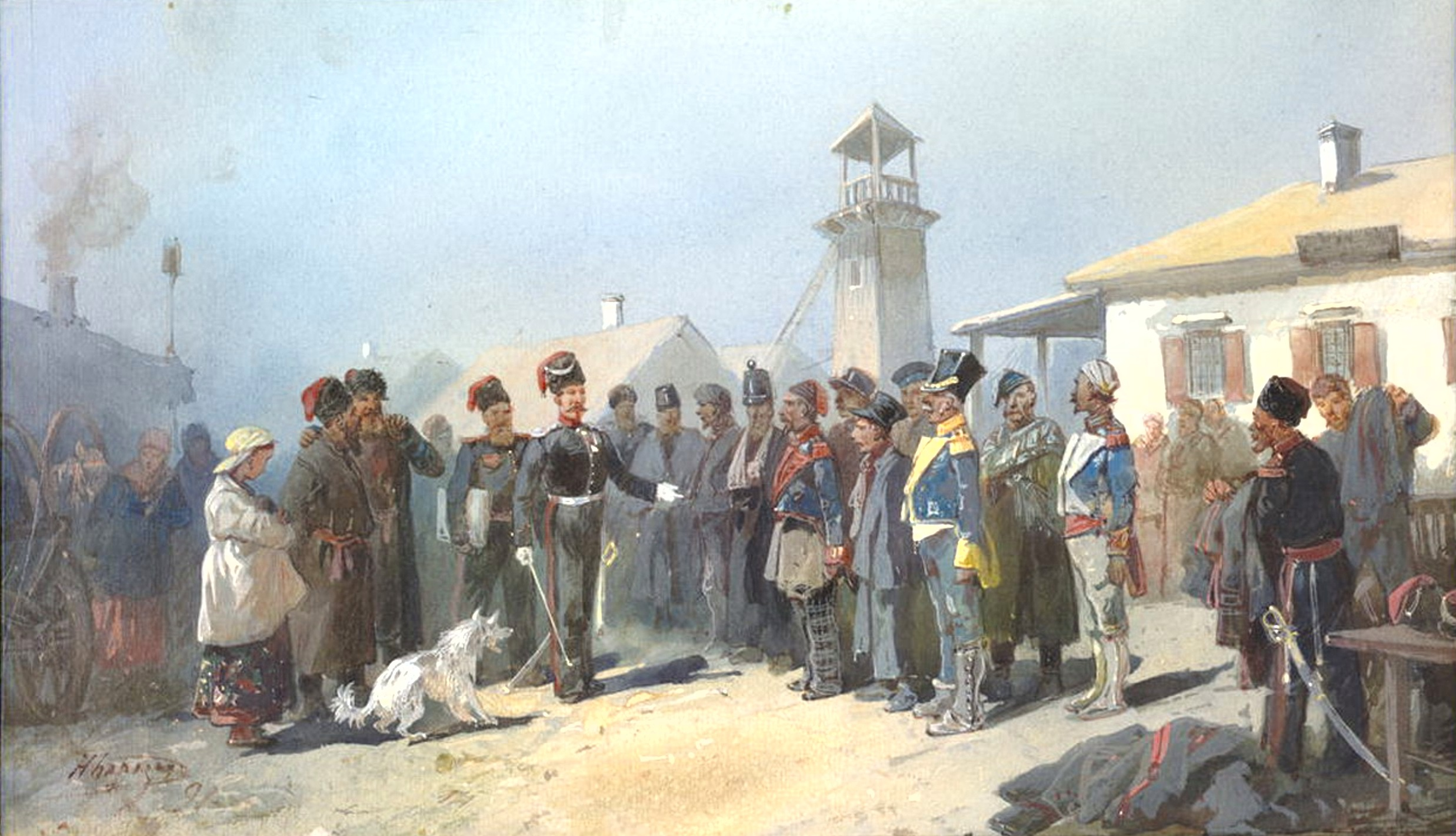
«Зачисление в казаки пленных поляков армии Наполеона, 1813 г.» Рисунок Н. Н. Каразина изображает момент прибытия пленных поляков в Омск после того, как они, уже развёрстанные по казачьим полкам, под наблюдением есаула Сибирского войска Набокова, переодеваются в казачьи мундиры.

Поляки попадали на территорию современной России в ходе царских и советских репрессий (главным образом в восточные и северные районы страны), а также в результате добровольной миграции из западных регионов Российской Империи, а затем СССР.
Многие из пленных поляков, служивших в Наполеоновской армии, были зачислены в сибирские казаки. Вскоре после окончания кампаний 1812—1814 гг. этим полякам было предоставлено право вернуться на родину. Но многие из них, успев уже жениться на русских, не пожелали воспользоваться этим правом и остались в сибирских казаках навсегда, получив потом чины урядников и даже офицеров. Многие из них, обладая вполне европейским образованием, назначены были преподавателями во вскоре после того открывшееся войсковое казачье училище (будущий кадетский корпус). Позже потомки этих поляков совершенно слились с прочей массой населения войска, сделавшись совершенно русскими, как по внешнему виду и языку, так и по вере и русскому духу. Только сохранившиеся фамилии вроде: Сваровских, Яновских, Костылецких, Ядровских, Легчинских, Дабшинских, Стабровских, Лясковских, Едомских, Жагульских и многих других, показывают, что предки казаков, носящих эти фамилии, были когда-то поляками.
Во время «польской операции» НКВД в 1937—1938 годах в заключении оказалось 16 % всех проживавших в стране поляков.
25 марта 1957 года было заключено соглашение между СССР и Польской народной республикой о порядке и срока репатриации поляков в Польшу в срок до 31 декабря 1958 года (позднее его продлили до 31 марта 1959 года). В ходе реализации этого документа из СССР в Польшу выехали около 200 тыс. человек (среди них были не только поляки, но и евреи, а также польские немцы): в 1957 году около 94 тыс. человек, в 1958 году 86 тыс. человек, в 1959 году — 32 тыс. человек. Однако польская община СССР все же оставалась очень большой вплоть до распада страны. По итогам Всесоюзной переписи 1989 года, на территории СССР проживало 1 126 334 поляка (главным образом в белорусско-литовском приграничье). Однако в РСФСР в 1989 году было лишь 94 594 поляка
Часть поляков приехала в Россию после 1991 года в результате миграции из стран СНГ (Белоруссия, Казахстан и др.) и непосредственно из Польши.

## Организации
Региональные организации поляков существуют во многих городах России, в том числе в Абакане, Барнауле, Бийске, Великом Новгороде, Владикавказе, Владимире, Воронеже, Владивостоке, Екатеринбурге, Казани, Ярославле, Калининграде, Краснодаре, Минеральных Водах, Нальчике, Новосибирске, Оренбурге, Перми, Пензе, Ростове-на-Дону, Санкт-Петербурге, Архангельске, Сарапуле, Самаре, Смоленске, Саратове, Томске, Тольятти, Тюмени, Уфе, Улан-Удэ, Иркутске, Москве и Челябинске.
Большинство локальных польских организаций объединены в созданный в 1992 году Конгресс поляков в России, представляющий интересы польского национального меньшинства на федеральном и международном уровне.

### Региональные польские организации в России
- Культурно-национальная общественная организация «Полония» Республики Хакасия (Абакан),[5]
- Центр польской культуры «Наш дом» (Анапа),[6]
- Архангельское польское культурно-просветительское общество «Полония».
- Челябинское польское культурное общество «Солярис».
- Екатеринбургская городская общественная организация польское общество «Полярос»
- Омское польское культурно-просветительское общество «Родзина».
- Красноярская культурно-просветительская организация «Дом польский».
- Новосибирская культурно-просветительская организация «Дом польский».
- Томский центр польской культуры «Дом польский».
- Иркутская польская культурная автономия «Огниво».
- Центр польской культуры в Барнауле[7].
- Новгородское областное культурно-просветительское общество «Полония».
- Владимирская областная общественная организация «Центр Польской Культуры»[8].

В России выходят периодические издания на польском языке: «Rodacy» (Абакан, официальный орган КПвР), «Gazeta Petersburska» (Санкт-Петербург), «Głos znad Pregoły» (Калининград), «Wiadomości Polskie» (Краснодар)

## Связь с Польшей
Российские польские организации тесно связаны с международными полонийными организациями, и фондами, в частности с ассоциацией «Wspólnota Polska», фондом «Помощь полякам на востоке» и фондом «Semper Polonia». Большинство фондов, поддерживающих деятельность полонийных организаций получают финансирование из дотаций МИДа Польши. Граждане РФ польского происхождения имеют право получить карту поляка.

## Польский язык в России
Согласно данным переписи населения 2010 года, в России польский язык назвали родным 67,45 тыс. человек. Из всех регионов Российской Федерации наибольшее число носителей польского языка представлено в Москве, Санкт-Петербурге, в регионах Урала и Сибири, а также в Краснодарском крае.
В России ведётся преподавание польского языка.
Существует множество некоммерческих организаций, занимающихся популяризацией и обучением польскому языку. Чаще всего — это местные центры польской культуры, школы при костёлах, либо школы при местных представительствах польской диаспоры:
- Польский культурный центр в Москве[10];
- Польский культурно-образовательный центр при НКА поляков в Москве[11];
- Курсы польского языка при Польском театре в Москве[12];
- Центр польской культуры «Наш дом» (Анапа);
- Местная Польская Национально-Культурная Автономия города Калининграда;
- Оренбургская областная общественная организация «Червонэ маки»;
- Культурно-национальная общественная организация «Полония» Республики Хакасия[13]
- Архангельская региональная общественная организация «Полония» и т. д.
- Новгородское областное культурно-просветительское общество «Полония».

Популяризация польского языка за границей, в том числе и в России, приоритетное направление МИД Польши. В период с 2013 по настоящее время возрос интерес к изучению польского языка в связи с необходимостью владения им для получения Карты поляка.

## Известные российские поляки
- Пржевальский, Николай Михайлович (1839—1888) — российский путешественник, географ и натуралист, почётный член Императорского Русского географического общества.
- Врубель, Михаил Александрович (1856—1910) — российский художник.
- Циолковский, Константин Эдуардович (1857—1939) — российский и советский учёный.
- Воровский, Вацлав Вацлавович (1871—1923) — деятель российского революционного движения, советский государственный и партийный деятель, публицист и литературный критик.
- Кржижановский, Глеб Максимилианович (1872—1959) — деятель российского революционного движения, советский государственный и партийный деятель.
- Менжинский, Вячеслав Рудольфович (1874—1934) — деятель российского революционного движения, советский государственный и партийный деятель.
- Ходасевич, Владислав Фелицианович (1886—1939) — российский поэт, переводчик.
- Рокоссовский, Константин Константинович (1896—1968) — советский и польский военачальник, дважды Герой Советского Союза.
- Леваневский, Сигизмунд Александрович (1902—1937) — советский лётчик, Герой Советского Союза.
- Шостакович, Дмитрий Дмитриевич (1906—1975) — советский композитор, пианист, педагог, музыкально-общественный деятель.
- Кубацкий, Анатолий Львович (1908—2001) — советский и российский актёр театра и кино.
- Плятт, Ростислав Янович (1908—1989) — советский актёр театра и кино.
- Стржельчик, Владислав Игнатьевич (1921—1995) — советский и российский актёр театра и кино, педагог.
- Рождественский, Роберт Иванович (1932—1994) — советский поэт, переводчик, автор песен.
- Дворжецкий, Владислав Вацлавович (1939—1978) — советский актёр театра и кино.
- Янковский, Олег Иванович (1944—2009) — советский и российский актёр театра, кино и озвучивания, кинорежиссёр, народный артист СССР.
- Ястржембский, Сергей Владимирович (род. 1953) — российский государственный деятель, дипломат.
- Шклярский, Эдмунд Мечиславович (род. 1955) — советский и российский певец, поэт, музыкант, композитор, художник. Лидер, гитарист и вокалист рок-группы «Пикник».